# George Mraz
George Mraz, właśc. Jiří Mráz (ur. 9 września 1944 w Písku, zm. 16 września 2021 w Pradze) – czesko-amerykański kontrabasista jazzowy.

## Życiorys
W wieku siedmiu lat rozpoczął naukę gry na skrzypcach. Kiedy jako nastolatek usłyszał w audycji radiowej rozgłośni Głos Ameryki (Voice of America) „Króla Jazzu” Louisa Armstronga, postanowił zostać muzykiem jazzowym. Odłożył skrzypce i zajął się kontrabasem. Inspirował się wówczas i wzorował na grze Roya Browna, Paula Chambersa, Rona Cartera oraz młodej, lecz nagle zgasłej gwiazdy tego instrumentu – Scotta LaFaro. Okazjonalnie grywał także na saksofonie altowym.
Mając 16 lat, rozpoczął naukę w klasie kontrabasu w Konserwatorium Praskim. W dzień studiował muzykę klasyczną, w nocy grał w klubach jazz. W 1966 wziął udział w zorganizowanym przez pianistę Friedricha Guldę wiedeńskim Międzynarodowym Konkursie Jazzu Nowoczesnego (The International Competition for Modern Jazz) i został jednym z finalistów. Karierę zawodową rozpoczął w triu gitarzysty Rudolfa Daška oraz grupie SHQ Karela Velebnego.
W 1968, jeszcze przed inwazją wojsk Układu Warszawskiego na Czechosłowację wyjechał do Monachium w Niemczech Zachodnich. Grywał w klubach. Poznał tam kilku muzyków amerykańskich: pianistę Mala Waldrona, saksofonistę Leo Wrighta i trębacza Benny’ego Bailey’ego. W tym samym roku otrzymał stypendium w Berklee College of Music w  Bostonie i wyjechał do Stanów Zjednoczonych.
W Bostonie usłyszał go trębacz, współtwórca bebopu – Dizzy Gillespie i zaprosił do swojego zespołu. Dzięki swojej wirtuozerii a także umiejętności gry zespołowej młody Czech stał się bardzo szybko jednym z najbardziej poszukiwanych kontrabasistów nowojorskiej sceny jazzowej. W latach 1970–1972 lata grał w triu pianisty Oscara Petersona. Od 1972 do 1976 był członkiem słynnej The Thad Jones/Mel Lewis Orchestra. W tym czasie grał także z zespołem saksofonisty Stana Getza, z którym w 1974 pojawił się na festiwalu Jazz Jamboree w Warszawie. Ponownie wystąpił na JJ w 1992 z triem saksofonisty Joe’ego Hendersona z Alem Fosterem na perkusji. Ponadto grał w dwóch znanych formacjach: The New York Quartet – od 1974 oraz Quest – okazjonalnie od 1981.
W 1973 uzyskał obywatelstwo amerykańskie. Od połowy lat 70. grał z większością czołowych muzyków jazzowych, m.in. saksofonistą Pepperem Adamsem, pianistami Walterem Norrisem, Rolandem Hanną i Tommym Flanaganem, gitarzystami Johnem Scofirldem i Johnem Abercrombiem, wokalistką Carmen McRae, saksofonistą Zootem Simsem, trębaczem Chetem Bakerem oraz skrzypkiem Stéphanem Grappellim. Mimo że jako sideman uczestniczył w setkach sesji nagraniowych, jako lider prawie nie nagrywał. Dopiero w latach 90., kiedy podpisał kontrakt z wytwórnią Milestone Records, częściej zaczęły się ukazywać płyty pod jego nazwiskiem.
Sporadycznie prowadził własne zespoły koncertowe. Miał jednak trio, w którym występował z żoną – Camillą, pianistką.
Przez kilkadziesiąt lat przebywał na emigracji w Stanach Zjednoczonych. Nigdy nie odwiedził ojczyzny, kiedy pozostawała za żelazną kurtyną. Przyjechał do Pragi dopiero na początku lat. 90. Pod koniec życia powrócił do Czech na stałe.
Od 2016 zmagał się z rakiem trzustki. Zmarł pięć lat później w wieku 77. lat. Miał córkę – Sarkę. Dedykował jej skomponowany przez siebie utwór Blues for Sarka, który dał tytuł albumowi zespołu The New York Jazz Quartet.

### Hobby
Był zapalonym wędkarzem muchowym. W czasie wolnym od grania często wyprawiał się na ryby. Łowił je przeważnie w rzekach i strumieniach w północnych rejonach stanu Nowy Jork.

## Wybrana dyskografia

### Jako lider lub współlider
- 1974
  - Drifting – Walter Norris–George Mraz (Enja Records)
  - 1 X 1 – Roland Hanna & George Mraz (Toho Records)
- 1982 Adam Makowicz & George Mraz – Classic Jazz Duets (Stash Records)
- 1992 George Mraz Trio – Catching Up (Arta Records)
- 1995 My Foolish Heart (Milestone)
- 1996 Jazz (Milestone)
- 1997 Bottom Lines (Milestone)
- 1999 George Mraz Trios – Duke’s Place (Milestone)
- 2001 Morava (Milestone)
- 2007 Moravian Gems – George Mraz–Iva Bittova–Emil Viklicky–Laco Tropp (Cube-Metier)

Z The New York Quartet
- 1975 The New York Jazz Quartet in Concert in Japan (Salvation)
- 1977
  - Surge (Enja Records)
  - Song of the Black Knight (Sonet Records)
- 1978 Blues for Sarka (Enja)
- 1981
  - New York Jazz Quartet in Chicago (Bee Hive)
  - Oasis (Enja)

### Jako sideman
Z Pepperem Adamsem
- 1974 Ephemera (Spotlite Records)
- 1976
  - Julian (Enja Records)
  - Twelfth & Pingree (Enja)
- 1978 Reflectory (Muse Records)
- 1980 The Master... (Muse)
- 1981 Urban Dreams (Palo Alto Records)

Z Toshiko Akiyoshi
- 1984 Time Stream (East Wind)
- 1990
  - Four Seasons (Nippon Crown)
  - Remembering Bud – Cleopatra’s Dream (Nippon Crown)
- 1996 Time Stream – Toshiko Plays Toshiko (Ninety-One)
- 2006
  - Hope (Nippon Crown)
  - 50th Anniversary Concert in Japan (T-toc Records)

Z Kennym Barronem
- 2009 Minor Blues (Venus Records)

Z Chetem Bakerem
- 1982 Studio Trieste – Chet Baker–Jim Hall–Hubert Laws (CTI)

Z Bobem Brookmeyerem
- 1978 Back Again (Sonet)

Z Bennym Carterem
- 1988 In the Mood for Swing (MusicMasters)
- 1989 My Man Benny, My Man Phil (MusicMasters)

Ze Stanem Getzem
- 1983 Line for Lyons – Stan Getz–Chet Baker (Sonet)
- 1986 Voyage (Blackhawk Records)
- 1989 The Stockholm Concert (Sonet)
- 2003 Bossas & Ballads – The Lost Sessions (Verve)

Z Dizzym Gillespiem
- 1991 The Winter in Lisbon (Milan Records)
- 1992 Bird Songs – The Final Recordings (Telarc)
- 1992 To Bird with Love (Telarc)

Z  Stéphanem Grappellim i Michelem Petruccianim
- 1996 Stéphane Grappelli–Michel Petrucciani–Roy Haynes–George Mraz – Flamingo (Dreyfus Jazz)

Z Urbiem Greenem
- 1976 The Fox (CTI)

Z Jimem Hallem
- 2001 Jim Hall & Basses (Telarc)

Z Questem
- 1982 Quest (Trio Records)

Z Johnem Scofieldem
- 1978 John Scofield Live (Enja)

Z Zootem Simsem
- 1975 Zoot Sims and the Gershwin Brothers (Pablo)
- 1976 Soprano Sax (Pablo)
- 1977 If I’m Lucky – Zoot Sims Meets Jimmy Rowles (Pablo)
- 1979
  - Warm Tenor – Zoot Sims–Jimmy Rowles (Pablo)
  - Rune Gustafsson–Zoot Sims – The Sweetest Sounds (Pablo Today)
- 1991 For Lady Day (Pablo)

Z The Thad Jones/Mel Lewis Orchestra
- 1974
  - Thad Jones/Mel Lewis and Manuel De Sica (Pausa)
  - Potpourri (Philadelphia International)
  - Live in Tokyo (Denon Records)
- 1975 Suite for Pops (A&M)
- 1976 New Life (A&M)

Z McCoyem Tynerem
- 2001 McCoy Tyner Plays John Coltrane – Live at the Village Vanguard (Impulse!Records)

Zestawienie wg dat wydania płyt